# Ramiro Díaz Sánchez

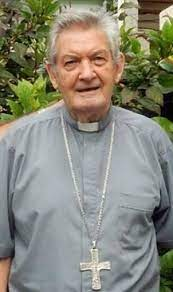
Ramiro Díaz Sánchez, 2023

Ramiro Díaz Sánchez OMI (* 14. September 1934 in Villaverde de Arcayos, Provinz León) ist ein spanischer römisch-katholischer Ordensgeistlicher und emeritierter Apostolischer Vikar von Machiques.

## Leben
Ramiro Díaz Sánchez trat der Ordensgemeinschaft der Oblaten (OMI) bei und empfing am 14. März 1959 die Priesterweihe. Johannes Paul II. ernannte ihn am 24. Januar 1997 zum Apostolischen Vikar von Machiques und Titularbischof von Lari Castellum.
Der Erzbischof von Merida, Baltazar Enrique Porras Cardozo, weihte ihn am 26. April desselben Jahres zum Bischof; Mitkonsekratoren waren Felipe González González OFMCap, Apostolischer Vikar von Tucupita, und Jesús Alfonso Guerrero Contreras OFMCap, Apostolischer Vikar von Caroní.
Am 9. April 2011 nahm Papst Benedikt XVI. das aus Altersgründen vorgebrachte Rücktrittsgesuch an.
Mit dem Amtsantritt von Jesús Alfonso Guerrero Contreras OFMCap als Bischof von Barinas übernahm er am 15. März 2019 als Apostolischer Administrator die Verwaltung des Bistums Machiques für die bis zur Amtseinführung des neuen Bischofs am 14. Dezember desselben Jahres andauernde Sedisvakanz.